# Хасеке
Хасе́ке (араб. الحسكة) — місто на північному сході Сирії, адміністративний центр однойменної мухафази. Друге за населенням місто мухафази (81 809 осіб) після міста Ель-Камишли. більшість населення складають ассирійці та курди. Через Хасеке протікає притока Євфрату Хабур. Відстань до Дамаска — 600 км, до Алеппо — 494 км, до Дайр-ез-Заура — 179 км.

## Історія
Перші поселення в Хасеке з'явилися в османську епоху, зважаючи на вигідне географічне положення. У 20-і роки XX століття місто перейшло, як і інша частина Сирії, під контроль Франції. Спочатку все населення міста було християнським та представлено тільки ассирійцями. Потім в Хасеке переїхали сирійці з інших частин країни та курди з півдня Туреччини. Сьогодні в місті велика кількість церков, найвідоміша з яких — собор Св. Георгія.

## Економіка
Економіка міста заснована на сільському господарстві. Хасеке тримає перше місце в Сирії з вирощування пшениці та друге — з бавовні.